# Chillicothe (Missouri)
Pour les articles homonymes, voir Chillicothe.
La ville de Chillicothe est le siège du comté de Livingston, situé dans l'État du Missouri, aux États-Unis. Lors du recensement de 2010, elle comptait 9 515 habitants.